# Superlivemation
Superlivemation est une technique cinématographique graphiquement inspirée des théâtres de marionnettes, dans sa variante Le théâtre de papier, consistant en un mélange de techniques photographiques et d'animations par ordinateur. Apparenté à la technique de dessin manuel tridimensionnel à multiples plans de profondeur, le superlivemation met en place des objets (personnage et/ou décors) bidimensionnels, plats, au sein d'une scène tridimensionnelle. Ces éléments bidimensionnels sont ensuite animés en respectant les règles de cet univers, c’est-à-dire en pouvant se déformer comme se déplacer dans la troisième dimension (profondeur), par exemple pour tendre le bras vers le spectateur, tourner une poignée...
Il est annoncé que le procédé superlivemation nécessite 20 étapes entre la photographie et la composition finale.
Tachiguishi retsuden de Mamoru Oshii devrait être le premier film bénéficiant en grande proportion de cet effet (sortie en 2006), 30 000 photographies ayant été requises pour sa réalisation. Auparavant, le réalisateur avait utilisé cette technique au sein du film en live-action Avalon de 2001, pour figurer les explosions du jeu d'Ash. Une publicité datant de 2005 pour le Renault Espace mettait également en scène un personnage de BD échappant à son support plat pour découvrir les grands espaces.